# VTB 은행
VTB 은행(러시아어: ПАО Банк ВТБ)은 러시아의 대표적인 보편적 은행 중 하나이다. VTB Bank와 그 자회사는 러시아, CIS, 유럽, 아시아, 아프리카 및 미국에서 광범위한 은행 서비스와 상품을 제공하는 VTB Group을 형성하고 있다.
VTB 은행은 FT 글로벌 500 2012에서 446위로 선정되었으며, 파이낸셜 타임즈의 세계 최대 기업 연간 스냅샷은 다음과 같다. 유럽 500대 기업 순위 210위, FT 유럽 500 2014, FT 이머징 500 2014 세계 신흥시장 500대 기업 순위 127위까지 올랐다.

## 연혁
VTB 은행은 1990년 러시아 국영은행과 재무부의 지원을 받아 "Vneshtorgbank"로 설립되었다. 러시아의 대외 무역 업무를 서비스하고, 러시아의 세계 시장 경제로서의 통합을 촉진할 목적으로 유한 책임회사로 설립되었다.